# 敵 (小説)
『敵』（てき）は、筒井康隆による日本の小説。文庫版の表紙には同作に登場する渡辺儀助に扮した筒井自身の写真が使用されている。2025年に映画版が公開された。

## 概要
引退した元大学教授、渡辺儀助の日常が仔細に描かれる。意識の深層を残酷なまでに描写する長編小説。

## あらすじ
渡辺儀助はフランス近代演劇史を教えていた、75歳の元大学教授。妻に先立たれ、子もなく、親しい友人も僅かである。元大学教授としての矜持のもと、過度な贅沢をすることも、節約することもせず生活しているが、収入は僅かであり、貯金が尽きる時には自裁（自殺）することと決めている。
パソコン通信のROMを趣味のひとつとしているが、ある時よく見ている会議室に「敵」に関する情報が書き込まれる。「敵」は北から来るらしく、複数の人物から難民や暴徒に関する情報が書き込まれるが、テレビや新聞に報道されることもなく、「敵」の正体すらわからぬまま、いつの間にか騒ぎは収まっている。
作中では序盤から、儀助がよく夢を見たり、生前の妻の声が家の中に反響して聞こえてくるというような想像をする場面が描かれているが、終盤では非現実的な状況が夢と言明されないまま続くなど渾然としてくる。
最後は、雨が降る庭を眺めながら、この雨があがれば春になり、そうすれば再会できるであろう友人たちに思いを馳せる場面で締め括られる。

## 登場人物
渡辺 儀助（わたなべ ぎすけ）
元フランス近代演劇史の教授。75歳。収入は年金と年2回程度の講演料のみで赤字が続いており、貯金が葬式代程度になったときに自裁しようと考えている。
湯島 定一（ゆしま ていいち）
儀助の友人のグラフィックデザイナー。63歳。儀助とは趣味が近い。義理堅く、土産物や贈答品の類を欠かさない。
鷹司 靖子（たかつかさ やすこ）
儀助の元教え子。37歳。鎌倉で父の画廊を経営している。離婚歴あり。
椛島 光則（かばしま みつのり）
儀助の友人で元教え子。50歳。演劇の小道具を作る会社を経営している。何かにつけて儀助に尽くそうとしており、儀助に無理難題を言わせようと仕向けてくる。
菅井 歩美（すがい あゆみ）
儀助の家から少し離れたところにある、クラブ「夜間飛行」のマスターの姪。女子大の仏文科生で、儀助が元教授と知ると、儀助が店に来るたび何かしらの知識を得ようという姿勢となった。
渡辺 信子（わたなべ のぶこ）
儀助の妻。20年前に死去しているが、儀助の夢にしばしば出てくる。儀助は彼女の声の幻聴を聞くことがあり、生前の彼女の声が家の中に反響して聞こえてくるものと考えることにしている。

## 書誌情報
- 筒井康隆『敵』
  - 1998年1月発売[5]、新潮社（単行本）、ISBN 978-4-106-00662-3
  - 2000年11月29日発売[6]、新潮文庫、ISBN 978-4-101-17139-5

## 映画
2025年1月17日に公開。脚本・監督は吉田大八、主演は長塚京三。本作は全編モノクロで撮影が行われた。

### キャスト
- 渡辺儀助：長塚京三
- 鷹司靖子：瀧内公美[2]
- 菅井歩美：河合優実[2]
- 渡辺信子：黒沢あすか[2]
- 渡辺槙男：中島歩[2]
- 犬丸健悟：カトウシンスケ[2]
- 髙畑遊[2]
- 二瓶鮫一[2]
- 髙橋洋[2]
- 唯野未歩子[2]
- 戸田昌宏[2]
- 松永大輔[2]
- 椛島光則：松尾諭[2]
- 湯島定一：松尾貴史[2]

### スタッフ
- 原作：筒井康隆『敵』（新潮文庫刊）
- 脚本・監督：吉田大八
- 企画・プロデュース：小澤祐治[7]
- プロデューサー：江守徹[7]
- 撮影：四宮秀俊[7]
- 照明：秋山恵二郎[7]
- 美術：富田麻友美[7]
- 装飾：羽場しおり[7]
- 録音：伊豆田廉明[7]
- 編集：曽根俊一[7]
- サウンドデザイン：浅梨なおこ[7]
- 衣装：宮本茉莉[7]
- ヘアメイク：酒井夢月[7]
- フードスタイリスト：飯島奈美[7]
- 助監督：松尾崇[7]
- キャスティング：田端利江[7]
- アクション：小原剛[7]
- ガンエフェクト：納富貴久男[7]
- ロケーションコーディネーター：鈴木和晶[7]
- 音楽：千葉広樹[7]
- 音楽プロデューサー：濱野睦美[7]
- VFXスーパーバイザー：白石哲也[7]
- 制作プロデューサー：石塚正悟[7]
- アシスタントプロデューサー：坂田航[7]
- 制作プロダクション：ギークサイト[7]
- 宣伝・配給：ハピネットファントム・スタジオ、ギークピクチュアズ[7]
- 企画・製作：ギークピクチュアズ[7]
- 製作：「敵」製作委員会[7]

### 受賞
- 第37回東京国際映画祭[8]
  - 東京グランプリ / 東京都知事賞
  - 最優秀監督賞（吉田大八）
  - 最優秀男優賞（長塚京三）
- 第18回アジア・フィルム・アワード
  - 最優秀監督賞（吉田大八）[9]